# Anak Krakatau

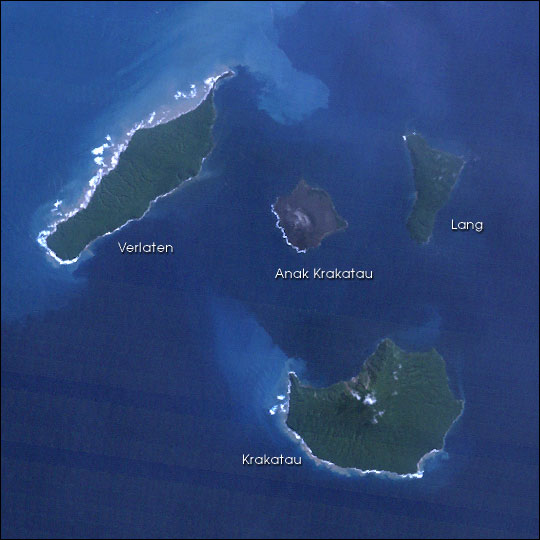
De locatie van Anak Krakatau te midden van de andere Krakatau-eilanden

Anak Krakatau (Indonesisch voor kind van Krakatau) is een actieve vulkaan en een van de Krakatau-eilanden in de Straat van Soenda. Het eiland ligt tussen de drie andere. De Krakatau-eilanden bevinden zich in een van de vulkanisch actiefste delen van Indonesië.

## Ontstaan
Op 27 augustus 1883 vond een catastrofale uitbarsting van de Krakatau plaats, waardoor een tot 30 meter hoge tsunami ontstond en ruim 36.000 mensen het leven verloren. De vulkaan verdween grotendeels onder water, maar in 1927 waren er opnieuw vulkaanuitbarstingen op 185 m onder de zeespiegel en er ontstond een nieuw eiland, dat snel weer door de zee verzwolgen werd. Dit herhaalde zich tweemaal. Op 12 augustus 1930 kwam voor de vierde keer sinds 1883 op dezelfde plek een nieuw eiland boven water en sindsdien is de aanwas sterker dan de erosie. Het is dit eiland dat de naam Anak Krakatau heeft gekregen. Tot de jaren zestig bestond het eiland alleen uit as, nadien ook uit lava. In 1952 en 1972 volgden heftige uitbarstingen. Bij die van 1952 verdween zelfs alle vegetatie van het eiland. Na verloop van tijd bereikte het eiland een hoogte van meer dan 300 meter.

## Flora en fauna
De op het eiland aanwezige flora en fauna worden vanaf het beginstadium van het eiland door wetenschappers bijgehouden. Het eerste leven, dat binnen een jaar op het eiland waargenomen werd, was plantaardig. Winden, vogels en golven brachten plantenzaden naar het jonge eiland, die in de zeer vruchtbare vulkanische grond goed konden gedijen. Ook dieren kwamen naar het eiland. Spinnen werden met de wind meegevoerd en drie soorten vleermuizen bevolkten in de jaren tachtig van de twintigste eeuw het eiland. Tussen 1952 en 1991 zijn 43 vogelsoorten waargenomen op het eiland, waarvan 33 soorten gevestigde landgebonden vogels. Ook de tjitjak (hemidactylus frenatus) en de paradijsslang (chrysopelea paradisi) kwamen er voor. Tot aan de uitbarstingen van 2018 was de cemara (casuarina equisetifolia) de meest dominante boomsoort. Het eiland werd als de omstandigheden het toelieten door toeristen bezocht.

## Uitbarsting en tsunami in 2018
Op 22 december 2018 vond er een tsunami in de Straat van Soenda plaats, die met name de westkust van Java trof en honderden doden eiste. De tsunami was het gevolg van een uitbarsting van de Anak Krakatau en een daaropvolgende onderzeese aardverschuiving. Door de uitbarsting bleef er maar een kwart van het eiland over en daalde de hoogte van de vulkaan van 338 meter naar 110 meter. Onderzoekers hadden in 2012 al voorspeld dat deze uitbarsting en tsunami konden plaatsvinden.

## Documentaires
Anak Krakatau krijgt veel aandacht in diverse documentaires, waaronder Wild Indonesia en Krakatoa - Revealed.